# Holden Hill, Nam Úc

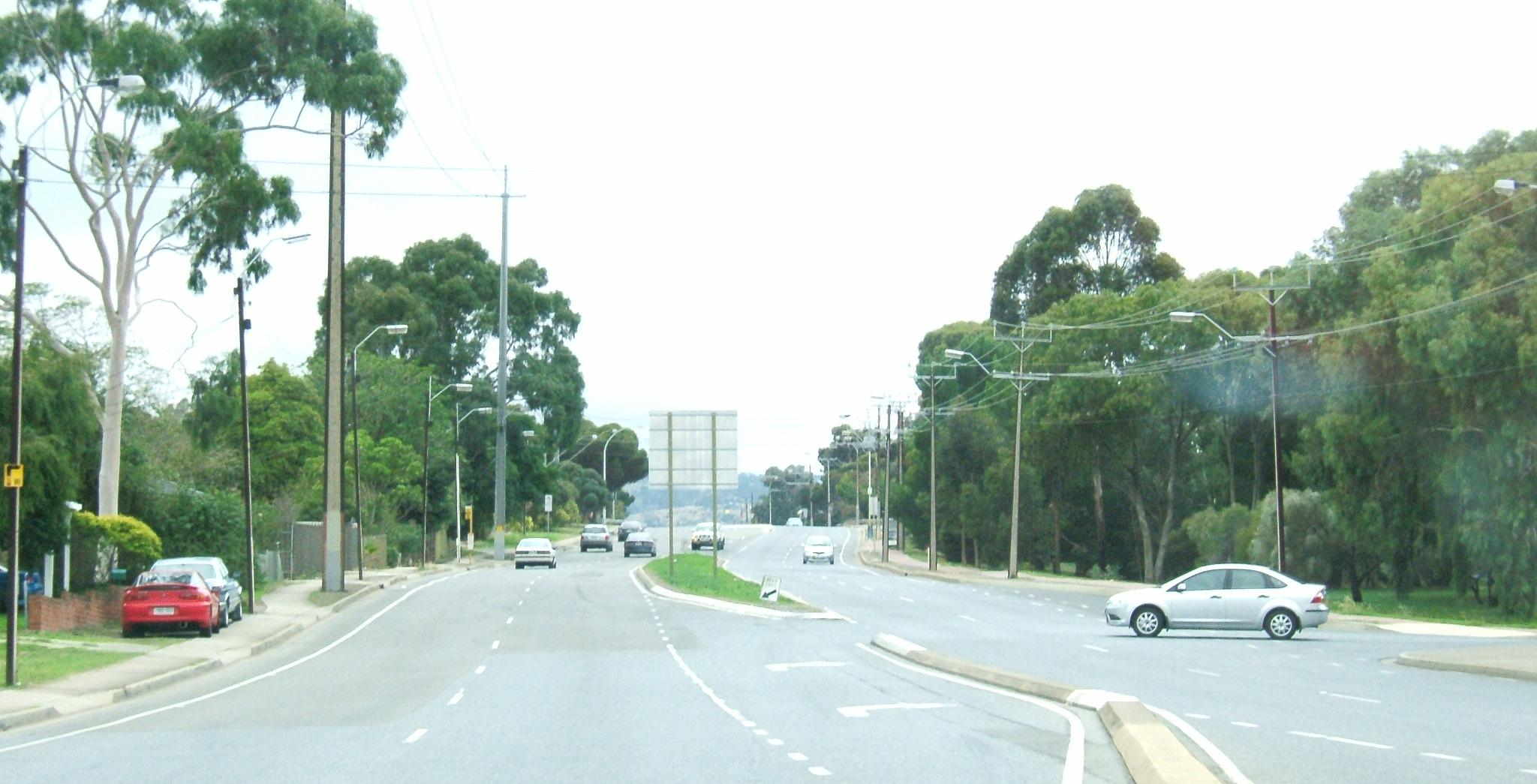
Đường Grand Junction đi qua Holden Hill, Adelaide

Holden Hill là tên một vùng ngoại ô của Thành phố Port Adelaide Enfield ở miền tây bắc thành phố Adelaide, thủ đô tiểu bang Nam Úc, nước Úc. Mã bưu điện của ngoại ô là 5088. Holden Hill thuộc khu vực chính quyền của cả Thành phố Port Adelaide Enfield và Thành phố Tea Tree Gully.